# Paratetracnemoidea malenotti
Paratetracnemoidea malenotti är en stekelart som först beskrevs av Mercet 1918.  Paratetracnemoidea malenotti ingår i släktet Paratetracnemoidea och familjen sköldlussteklar. Inga underarter finns listade i Catalogue of Life.